# Garnet Hathaway
John Garnet Hathaway (* 23. November 1991 in Naples, Florida) ist ein US-amerikanischer Eishockeyspieler, der seit Juli 2023 bei den Philadelphia Flyers aus der National Hockey League unter Vertrag steht. Zuvor verbrachte der rechten Flügelstürmer unter anderem jeweils vier Jahre bei den Calgary Flames und den Washington Capitals.

## Karriere

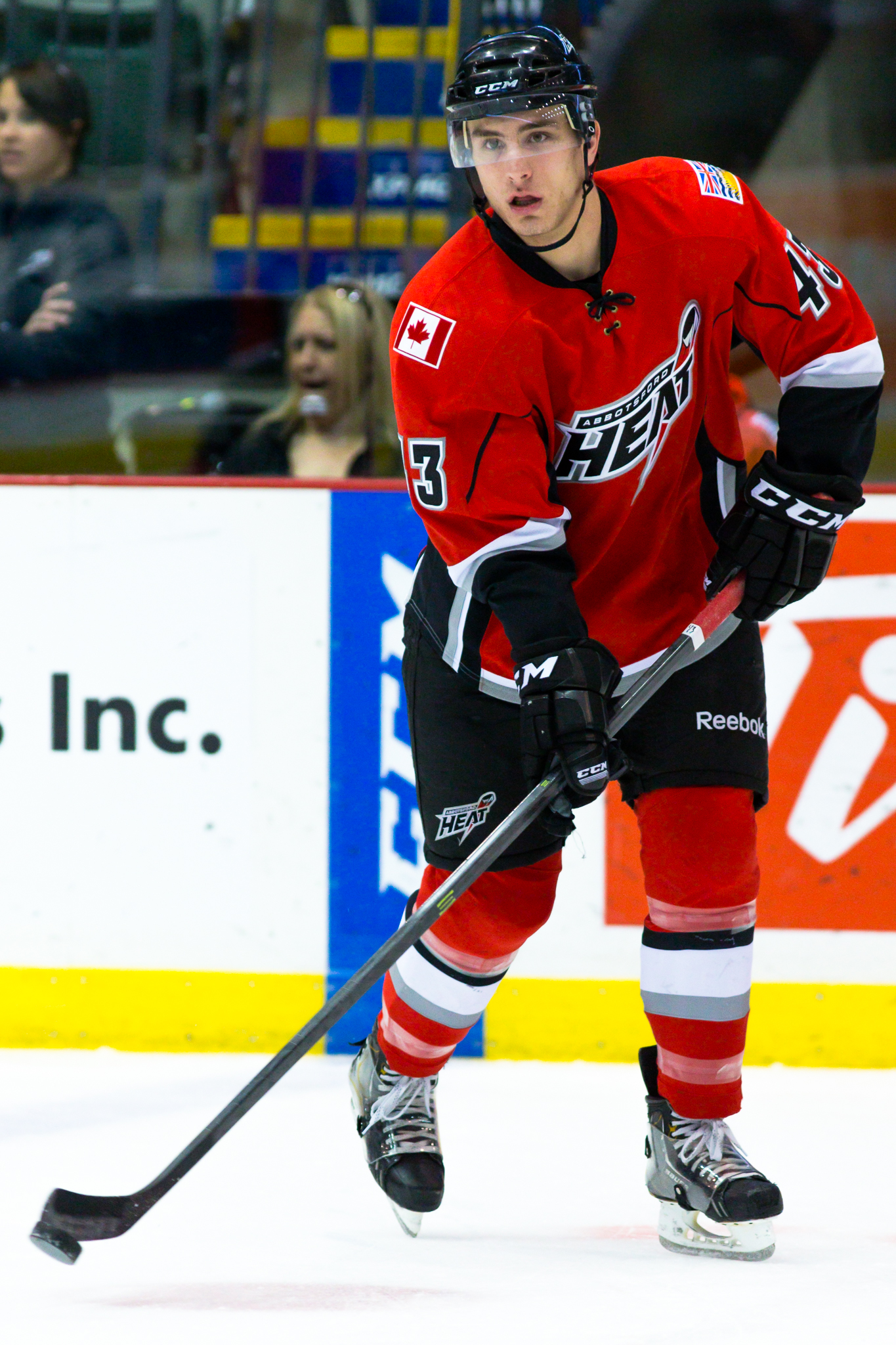
Garnet Hathaway 2014

Hathaway kam in Naples im US-Bundesstaat Florida zur Welt, wuchs allerdings in Kennebunkport im Bundesstaat Maine auf. Die letzten beiden Schuljahre verbrachte er zwischen 2008 und 2010 an der Phillips Academy. Von dort schrieb er sich im Sommer 2010 an der Brown University ein. Dort studierte der Flügelstürmer vier Jahre lang und spielte parallel für das Eishockeyteam der Universität in der ECAC Hockey, einer Division im Spielbetrieb der National Collegiate Athletic Association. Dort absolvierte er bis zum Frühjahr 2014 121 Partien, in denen er 58 Scorerpunkte sammelte.
Nach Beendigung seines Studiums wurde Hathaway, der im NHL Entry Draft keine Berücksichtigung gefunden hatte, von den Abbotsford Heat aus der American Hockey League unter Vertrag genommen. Dort absolvierte er im restlichen Verlauf der Saison 2013/14 seinen ersten Profieinsätze. In der folgenden Spielzeit lief der Angreifer nach der Umsiedlung des Teams für die Adirondack Flames auf. Beim Farmteam der Calgary Flames aus der National Hockey League konnte sich der US-Amerikaner im Saisonverlauf für einen NHL-Vertrag empfehlen. Diesen erhielt Hathaway im April 2015 mit einer Laufzeit von zwei Jahren. Zunächst verblieb der Stürmer aber im Farmteam, das nach einem erneuten Umzug inzwischen als Stockton Heat am Spielbetrieb teilnahm. Ende Februar 2016 feierte Hathaway schließlich sein NHL-Debüt und blieb bis Ende März im Kader. Im Verlauf der Saisons 2016/17 und 2017/18 absolvierte er zunehmend mehr Einsätze für die Flames, bevor er schließlich in der Spielzeit 2018/19 ausschließlich in Calgary auf dem Eis stand. Nach dieser Saison wurde sein auslaufender Vertrag jedoch nicht verlängert, sodass er sich als Free Agent den Washington Capitals anschloss.
In Washington verbrachte er in der Folge ebenfalls knapp vier Jahre, ehe er im Februar 2023 im Rahmen eines größeren Tauschgeschäfts samt Dmitri Orlow zu den Boston Bruins transferiert wurde. Die Capitals übernahmen dabei weiterhin die Hälfte von Orlows Gehalt und erhielten im Gegenzug Craig Smith, ein Erstrunden-Wahlrecht für den NHL Entry Draft 2023, ein Zweitrunden-Wahlrecht für den NHL Entry Draft 2025 sowie ein Drittrunden-Wahlrecht für den NHL Entry Draft 2024. Um zusätzliches Gehalt gegenüber dem Salary Cap einzusparen, wurde Orlow jedoch zuvor kurzzeitig zu den Minnesota Wild transferiert, die erneut die Hälfte (effektiv also 25 %) seines Salärs übernahmen und dafür ein Fünftrunden-Wahlrecht im NHL Entry Draft 2023 von Boston erhielten. Darüber hinaus erhielten die Bruins, die somit nur 25 % des Gehalts selbst tragen müssen, die Rechte an Andrei Swetlakow von Minnesota. In Boston beendete er die Saison 2022/23 und wechselte anschließend als Free Agent im Juli 2023 zu den Philadelphia Flyers.

## Karrierestatistik
Stand: Ende der Saison 2024/25
(Legende zur Spielerstatistik: Sp oder GP = absolvierte Spiele; T oder G = erzielte Tore; V oder A = erzielte Assists; Pkt oder Pts = erzielte Scorerpunkte; SM oder PIM = erhaltene Strafminuten; +/− = Plus/Minus-Bilanz; PP = erzielte Überzahltore; SH = erzielte Unterzahltore; GW = erzielte Siegtore; 1 Play-downs/Relegation; Kursiv: Statistik nicht vollständig)